# São Sebastião (São Paulo)
São Sebastião – miasto i gmina w Brazylii, w stanie São Paulo. Znajduje się w mezoregionie Vale do Paraíba Paulista i mikroregionie Caraguatatuba.